# Kristina Šarić
Kristina Šarić (Đakovo, 19. prosinca 1986.), hrvatska šahistica.

## Životopis
Šah je naučila igrati sa samo 5 godina. U rodnoj Strizivojni i Đakovu započela je svoju karijeru, gdje joj je trener bio Ivan Bažaj. Bila je prvakinja Hrvatske za mlađe uzraste u svim kategorijama. Osvojila je 2. mjesto na europskom prvenstvu za kadetkinje do 16 godina u ubrzanom šahu (Novi Sad 2002.). Naslov međunarodne majstorice osvojila je sa 17 godina. Kao standardna reprezentativka, za Hrvatsku je nastupila na 2 šahovske olimpijade i 4 europska prvenstva. Državna prvakinja postala je na 14. pojedinačnom prvenstvu Hrvatske za žene koje se održalo u Zagrebu u veljači 2016. godine, ostavivši iza sebe Patriciju Vujnović i proslavljenu hrvatsku velemajstoricu Mirjanu Medić. Također je 2015. bila druga na pojedinačnom prvenstvu Hrvatske za žene, održanom u rodnom joj Đakovu, što joj je dotad treći naslov doprvakinje.  Članica je Šahovskog kluba "Mornar" iz Splita od 2011. godine. Danas živi u Splitu. Supruga hrvatskog velemajstora Ante Šarića.

## Vanjske poveznice
- (eng.) Ljestvica na FIDE
- (eng.) Partije Kristine Šarić na Chessgames.com